# Б'янка Кайліч
Б'янка Марія Кайліч (Кайлік) (англ. Bianca Maria Kajlich [biˈɑːŋkə ˈkeɪlɨk]; нар.. 26 березня 1977, Сіетл, Вашингтон, США) — американська акторка. Найвідоміша роль: в сіткомі CBS «Правила спільного життя», де вона знімалася з 2007 по 2013 рік. З 2014 по 2016 роки знімалася в сіткомі NBC «Непридатні для побачень».
На початку кар'єри Кайліч виконала невеликі ролі у фільмах «10 речей, які я в тобі ненавиджу» і «Добийся успіху», а в 2002 році з'явилася в трилері «Хелловін: Воскресіння». Тим не менш, досягла найбільшої популярності ролями на телебаченні, в таких серіалах як «Бостонська школа», «Затока Доусона», «Дій, крихта» і «Пропала».

## Ранні роки
Кайліч народилася 1977 року в Сіетлі, штат Вашингтон. Батько Б'янки, Аурел Ян Кайліч — словацького походження. Мати, Петті Кампана, має італійські коріння. Кайліч закінчила середню школу Bishop Blanchet High School в Сіетлі і відвідувала Університет штату Вашингтон.
31 грудня 2006 року одружилася з американським футболістом Лендоном Донованом. У липні 2009 розійшлася, в грудні 2010 розлучення оформлено. 16 грудня 2012 року одружилася з американським радіоведучим Майклом Кезервудом. У квітні 2014 року народила дочку Магнолію.

## Часткова фільмографія
- 1999 — 10 речей, які я в тобі ненавиджу / 10 Things I Hate About You
- 2000 — Добийся успіху / Bring It On
- 2000 — Диваки і навіжені / Freaks and Geeks
- 2000—2001 — Boston Public
- 2002 — Хелловін: Воскресіння / Halloween: Resurrection
- 2002—2003 — Затока Доусона / dawson's Creek
- 2003—2004 — Rock Me Baby
- 2006 — Vanished
- 2007 — Ясновидець / Psych
- 2011 — Встигнути за 30 хвилин / 30 Minutes or Less
- 2007—2013 — Правила спільного життя / Rules of Engagement
- 2014—2016 — Непридатні до побачень / Undateable
- 2015 — Ніч була темна / Dark Was the Night
- 2017 — Угамуй свій запал / Curb Your Enthusiasm
- 2019-дотепер — Спадок / Legacies
- 2019 — Детектив Босх / Bosch
- 2020 — Єдиноріг / The Unicorn Danielle